# 마오푸메이
마오푸메이(毛福梅 1882년 11월 9일 ~ 1939년 12월 12일)는 장제스의 첫 아내이다.